# Будинок із приколами
Будинок з приколами (The Haunted Mansion) — сімейний американський фільм-фентезі 2003 року. Режисер фільму — Роб Мінкофф. У головних ролях знялися Едді Мерфі, Стемп Теренс, Дженніфер Тіллі, Марша Томасон, Натаніель Паркер.
У США прем'єра фільму відбулася 26 листопада 2003 року.

## Сюжет
Подружжя Еверс — рієлтори, обидва дуже зайняті. Їхній принцип: робота насамперед. Не виняток і річниця їхнього весілля. Цього дня вони мають оглянути старовинний маєток. Разом із дітьми вони вирішують ненадовго заїхати туди. Проливний дощ затоплює дорогу, і Еверсам доводиться заночувати у дивного господаря цього маєтку, містера Грейсі, та його не менш дивного дворецького Ремзлі. Сімейка раз у раз натикається на всякі дивацтва: магічні кулі, що говорять, духи і потайні ходи. Крім того, містер Грейс вважає, що місіс Еверс — його загибла наречена Елізабет з XIX століття. Він та його слуги готові на все, щоб повернути Елізабет. Але кілька привидів наважуються допомогти Еверсам.

## У ролях
| Актор              | Роль                                  |
| ------------------ | ------------------------------------- |
| Едді Мерфі         | Джим Еверс                            |
| Теренс Стемп       | Ремзлі (дворецький)                   |
| Натанієль Паркер   | пан Грейсі (господар будинку)         |
| Марша Томасон      | Сара Еверс                            |
| Дженніфер Тіллі    | мадам Леота (девчина в магічній кулі) |
| Воллес Шон         | Езра                                  |
| Діна Спайбі        | Емма                                  |
| Марк Джон Джеффріс | Майкл Еверс                           |
| Ері Девіс          | Меган                                 |
| Мартін Клебба      | привид                                |